# Kurz Antal
Kurz Antal (Anton Kurz, született: Anton Schreiner, Bécs, 1799 – Segesvár, 1849. július 31.) újságíró, honvédtiszt, Bem József 1848-49-iki hadsegéde.

## Életrajza
Szülővárosában kitűnőleg tanult és később ügyvédi gyakorlatokat folytatott; 1829-30-ban a bécsi József-külvárosi színház bérlője volt, de tetemes adósság hátrahagyásával Hamburgba szökött; itt Schreiner családi nevét Kurzra változtatta. 1835 körül Erdélybe jött, hol Kemény József gróf barátságos vendégszeretettel fogadta s magántitkárává tette. 1840-ben Brassóba költözött és a Siebenbürger Wochenblatt mellékleteinek, a Satellit és Blätter für Geist, Gemüth und Vaterlandsliebe szerkesztőségében működött. A nyár nagyobb részét Kemény József gróf birtokán Gerenden töltötte; időközben Erdély történeti kútfőinek kutatásával és irodalmi munkálkodással foglalkozott. 1848-1849-ben a magyar szabadságharcban részt vett és őrnagyi ranggal Bem hadsegéde volt; 1849-ben a moldvai betörésnél kísérte s július 31-én a segesvári csatában oldalánál esett el; némelyek állítása szerint augusztus 6-án, midőn Nagyszeben utcáin Bemmel együtt kocsin menekült, egy szász agyonlőtte.
Cikkei a Pesther Tageblattban (1841. Höchst wichtiger archäologischer Fund im Szeklerland, a czófalvi aranylelet), a Blätterben (1843. Várfalva, 1847. Kreuz- und Querzüge in Siebenbürgen), az Archivban (1843-1844. Höhenlage einiger Berge und Städte Siebenbürgens, Das Echo von Königstein); a Satellitben (1846. Das siebenbürgisch-ungarische National-Museum).

## Munkái
- Nachlese auf dem Felde der ungarischen und siebenbürgischen Geschichte, nach authentischen, bis jetz unbekannten oder unbenützten Quellen und Urkunden bearbeitet von A. K. Kronstadt, 1840. (Fragment zur Geschichte der Literatur in Ungarn und Siebenbürgen während und kurz vor und nach der Regierungsepoche des Königs Mathias Corvinus, Fragment zur Geschichte der ungarischen Sprach kultur unter Mathias Corvinus, Fragment über das Alter, die letzte Krankheit und den Todestag des Polenkönigs Stephan Bathori, Dissertatio diplomatico-critica de isthoc calendarii Eberiani exemplari et respective de contento in eodem diario inscripto authentico Steph. Bathori, eruto per Jos. c. Kemény, előszóval ellátva, Connotationis historicae calendario Eberiano manu coaeva et authentica, et quidem manu Steph. Bathori inscriptae, Chronologisch geordnete Uebersetzung dieser eigenhändigen Aufschreibungen nach den Julianischen Kalender, Der Mediascher Landtag in Siebenbürgen im J. 1588, beschrieben von Albert Huet.).
- Borszék, Siebenbürgens berühmtester Kurort, nebst einem kurzen Anhange über Belbor. Uo. 1844.
- Magazin für Geschichte, Literatur und alle Denk- und Merkwürdigkeiten. Siebenbüngens. Im Verein mit mehreren Vaterlandsfreunden herausgegeben. Uo. 1844-47. Két kötet, 8 füzetben. (Ebben Kurztól: Michael Cserei von Nagy-Ajta. Ein biographischer Ertwurf, Eine päpstliche Bulle Eugens IV. an die ungarische Königin Elisabeth und eine mit dieser Bulle in Verbindung stehende Urkunde des Kolos-Monostorer Convents in Siebenbürgen, beide v. J. 1439., Zur Geschichte des Hermannstädter Gymnasium im J. 1813. Das rothe Büchel der Stadt Hermannstadt, Jahresrechnung, des Joh. Wayda, Bürgermeisters von Hermannstadt, für das J. 1593., Dacien im IX. Jahrh., nach Guido v. Ravenna, Die Kolumbaczer Fliegen bei Déva, Dobra und die Roskonyer Voralpen, Eine Denkwürdigkeit des Jahres 1845. Nach einer Mittheilung des Herrn Fr. W. Stettner, Ungarn, Szekler und Sachsen fallen schon im October 1527 von Johann Zápolya ab und verdängen ihn gemeinschaftlich aus Siebenbürgen, Üeber die ehemaligen Knesen und Kneisaten der Walachen in Siebenbürgen, Illustration eines merkwürdigen Partezettels, Jahresrechnung des Joh. Wayda, Bürgermeisters von Hermannstadt, für das J. 1593., Anforderung des römischen Königs zur Hülfe gegen die Türken 1427., Die Ordens-Colonie an der Donau 1429., Der siebenbürger Landtag in Hermannstadt 1494.; Walch und Walach. Ism. Oesterr. Blätter für Literatur u. Kunst 1845. 54. sz. Chmel József és 1846. 22. sz. Gyurikovits György, a berlini Allg. Zeitschrift für Geschichte 1846. V. 574. 1.)
- Die ältesten deutschen Sprachdenkmale und die bis jetzt bekannte älteste. Handschrift der Sachsen in Siebenbürgen. Mitgetheilt aus dem Originalfragment einer auf Pergament geschriebenen Hermannstädter Kirchenmatrikel des XIV. und späterer Jahrhunderte. Leipzig, 1848. Kőnyom. táblával. (Különnyomat a Serapeumból. Azóta Seivert kiadta javítva az Archiv XI. 3. füzetében.)
- Geschichte der Horáschen Unruhen in Siebenbürgen im J. 1784. (Egy nyomtatott ív. Hely és év n. k. ki akarta adni Hermann György Mihály kézirati munkája III. kötetéből ezen monographiát, de ebben megakadályozták őt az 1848-49. események és így csak bevezetését nyomtathatta ki. L. erről Kemény József gróf tudósítását az Uj M. Muzeumban 1856. 340. 1.)

Kézirati munkáit fölsorolja Trausch: Ueber deutsche Schriftstellerei in Siebenbürgen ..., melyet K. a Schmidt, Zeitschrift für Geschichtswissenschaftjába küldött Berlinbe, hol csak kivonata jelent meg (III. 94-96.); Deutsche Fundgruben für die Geschichte Siebenbürgens (Album Oltardinum 1526-1659., Andreas Hegyes's Chronik 1562-70., Sim. Nösner res actae ... 1570-1619., Sim. Czauck Ephemeris Libellus 1590-1609., Mich. Weiss Liber Annalium 1590-1612, Tagebuch des Peter Bánfi 1599-1616., Andr. Hegyes Auszug einer Fremden Chronik 1603-12. és Diarium 1613-17., Historische Anmerkungen eines Kronstädters 1631-60., Tagebuch Johann Irthels 1638-1710., Wahrhaftige Beschreibung, was sich in Hermannstadt unter der Rakotzischen Belagerung zugetragen im J. 1659. und angehalten bis a. 1660. im Mai von P. Prefling, Nota pro anno 1660 von Trostfr. Hegenitius (melyek kiadását Trauschenfels 1859-60-ban eszközölte). Kéziratai és levelezése Kemény József gróf gyűjteményével együtt az erdélyi múzeumba kerültek.